# Matrice (Italie)
Pour les articles homonymes, voir Matrice.
Matrice est une commune de la province de Campobasso, dans la région Molise, en Italie.

## Administration
| Période                                  | Période | Identité | Étiquette | Qualité |
| ---------------------------------------- | ------- | -------- | --------- | ------- |
|                                          |         |          |           |         |
| Les données manquantes sont à compléter. |         |          |           |         |

### Communes limitrophes
Campobasso, Campolieto, Castellino del Biferno, Montagano, Petrella Tifernina, Ripalimosani, San Giovanni in Galdo.